# Mária Patakyová
Mária Patakyová (ur. 14 maja 1963 w Nowych Zamkach) – słowacka prawniczka i nauczycielka akademicka, Ombudsmanka Słowacji w latach 2017–2022.

## Życiorys
Studiowała prawo na Uniwersytecie Komeńskiego. Od 1985 wykłada na tej uczelni prawo handlowe. W latach 2011–2017 pełniła funkcję prorektora ds. prawnych na tej uczelni.
W 2015 była nominowana przez Słowację do Sądu Unii Europejskiej. Nominację odrzucono ze względu na jej niewystarczającą znajomość języka francuskiego.
W 2017 została wybrana Ombudsmanką (Rzeczniczką Praw Obywatelskich) Słowacji z listy Partii Most-Híd. Oświadczyła, że chce być „przyjaciółką ludu”, wzorując się na czeskim odpowiedniku Otakarze Motejlu. Działała na rzecz poprawy warunków porodów w słowackich placówkach zdrowia publicznego, sprawiedliwości dla Romek dotkniętych przymusową sterylizacją, ochrony prywatności seniorów, poprawy prawnych regulacji dotyczących adopcji, słowackiego systemu edukacji, solidniejszych ram prawnych ochrony środowiska oraz poprawy traktowania cudzoziemców przez policję. Wskazywała podejrzenia naruszeń praw człowieka w związku ze środkami zapobiegającymi zakażeniu COVID-19.
Jej udział w Paradach Równości na Słowacji, a także ogólne poparcie dla społeczności LGBT, wywołał ostrą krytykę jej działań ze strony konserwatystów w słowackim parlamencie.
Po wygaśnięciu jej mandatu Radzie Narodowej nie udało się wybrać następczyni lub następcy. Funkcja pozostała nieobsadzona przez prawie 8 miesięcy. W listopadzie 2022 parlament wybrał Róberta Dobrovodskiego na nowego Rzecznika Praw Obywatelskich Słowacji.